# Chivilcoy (Buenos Aires)
Chivilcoy is een plaats in het Argentijnse bestuurlijke gebied Chivilcoy in de provincie Buenos Aires. De plaats telt 52.938 inwoners.